# チャンポンめん
チャンポンめんは、イトメン（兵庫県たつの市）から発売されている即席麺シリーズのブランド。1963年の登場以来60年以上継続販売されているロングセラーである。

## 概要
現行販売されている即席めんとしては、日清食品のチキンラーメンに次いで2番目の歴史を持つ。
無塩製麺が採用されているため、他のインスタントラーメンと比べると1食あたり約1グラム減塩されている。チャンポンという名称が付いているが、味は長崎ちゃんぽん風というより、愛媛のちゃんぽんや関東のタンメンのようなあっさりした味で、スープ袋とは別に乾燥エビとシイタケの袋が入っており、このエビと椎茸を、麺を煮るときに最初から入れるか、出来上がってから入れるかでも違った味わいを得ることができる。麺の食感も含めインスタントラーメンとしては他に類のない独特な風味である。
店頭での販売は、日本の一部地域のみで行われている。他の地域では、イトメンの関連会社である播州麺本舗の通信販売を通じて入手できる。
イトメンの会社がある兵庫県たつの市は、童謡「赤とんぼ」の発祥の地で、パッケージにあるキャラクターはとんぼをイメージしたものである。
昭和50年代に数十パックに1つの割合で当たりのお守りの景品として幸福の銭（五円玉）を同封するキャンペーンが行われており、これを受けて2012年10月から発売50周年を記念して300万食（60万パック）限定で全ての商品に幸福の銭（五円玉）と京都・宝寺（宝積寺）で祈祷された黄色いリボンを封入するキャンペーンが行われた。

## ラインナップ
- チャンポンめん
- チャンポンめん海鮮とんこつ
- チャンポンめん塩やきそば
- カップチャンポンめん
この他、神戸物産向けのOEM商品としてイトメン製の「チャンポンめんカップ」が業務スーパーで発売されている。スープは「チャンポンめん」と同じ物を使用しているが、麺の太さと具材（かやく）はイトメン版とは異なる。

## 歴史
- 1963年 初登場
- 1980年 無塩製麺採用でリニューアル
- 1990年 5食パック登場
- 1990年 カップチャンポンめん登場
- 1998年 チャンポンめん海鮮とんこつ登場
- 2005年 チャンポンめん塩焼そば登場